# Шнельдорф
Шнельдорф (нім. Schnelldorf) — громада в Німеччині, розташована в землі Баварія. Підпорядковується адміністративному округу Середня Франконія. Входить до складу району Ансбах.
Площа — 51,48 км2. Населення становить 3660 ос. (станом на 31 грудня 2020).